# ثوم روت
ثوم روت (باللاتينية: Allium rothii) نوع نباتي عشبي يتبع جنس الثوم من الفصيلة الثومية. سمي كريما لعالم النبات والكبيب الألماني ألبرخت فلهلم روت (بالألمانية: Albrecht Wilhelm Roth).

## الموئل والانتشار
ينتشر في بلاد الشام وسيناء.